# Smoothie King Center
Lo Smoothie King Center  (noto in passato come New Orleans Arena) è un'arena coperta situata a New Orleans, Louisiana. Si trova nel quartiere Central Business District, accanto al Louisiana Superdome.
Ospita le partite dei Pelicans dal 2002, e alcune partite della squadra di basket della Tulane University e di alcune high school della zona. La squadra, ora scomparsa, dei New Orleans Brass della ECHL ha giocato qui le ultime tre stagioni prima dello scioglimento nel 2002. Dal febbraio 2004 i New Orleans VooDoo della AFL giocano le loro partite casalinghe all'arena.
Gli eventi più importanti che si sono tenuti all'arena sono: l'ArenaBowl XXI del 2007, l'NBA All-Star Game del 2008, e l'ArenaBowl XXII nel luglio 2008.
Il 17 febbraio 2013 ha ospitato l'evento ppv della WWE (World Wrestling Entrataiment) Elimination Chamber dove parteciparono The Rock, CM Punk, John Cena e altri.